# 고봉복
고봉복(高奉福, 1946년 4월 17일~)은 대한민국의 정치인이다. 제2·3·4대 부산광역시의원, 제9대 부산광역시 금정구청장을 역임하였다.

## 학력
- 명륜국민학교 졸업
- 동래중학교 졸업
- 동래고등학교 졸업
- 동국대학교 법정대학 법학과 학사 졸업

## 경력
- 육군 만기 제대
- 북부산JC 회원
- 온천JC 회원
- 민주산악회 금정지부 지부장
- 민주정의당 부산시당 금정구 지구당 사무국장
- 부산광역시 사이클연맹 부회장
- 부산광역시 청년연합회 자문위원
- 부산광역시 금정구 청년연합회 자문위원
- 구서2동 동정자문위원회 자문위원
- 금정경찰서 치안자문위원회 자문위원
- 부산시 시민단체 건전사업계획위원회 위원
- 아시안게임 경기시설 설계위원회 자문위원
- 동래중학교 총동창회 부회장
- 동래고등학교 총동창회 부회장
- 남산고등학교 운영위원회 위원장
- 민주자유당 부산시당 금정구 지구당 사무국장
- 1995.07~1998.06 제2대 부산광역시의회 의원
- 1995.07~1996.12 제2대 부산광역시의회 전반기 내무위원회 간사
- 1997.01~1998.06 제2대 부산광역시의회 후반기 내무위원회 위원
- 신한국당 부산시당 금정구 지구당 사무국장
- 1998.07~2002.06 제3대 부산광역시의회 의원
- 1998.07~1998.09 제3대 부산광역시의회 전반기 내무교육위원회 위원
- 1998.10~2000.07 제3대 부산광역시의회 전반기 행정교육위원회 위원
- 1998.07~2000.07 제3대 부산광역시의회 전반기 예산결산특별위원회 위원
- 2000.07~2002.06 제3대 부산광역시의회 후반기 행정교육위원회 위원
- 2000.07~2000.10 제3대 부산광역시의회 공기업조사특별위원회 위원
- 제3대 부산광역시의회 부산광역시교육청 지방교육재정계획심의위원회 위원
- 부산광역시교육청 고등학교 입학 추첨관리위원회 위원
- 한나라당 중앙위원
- 한나라당 부산시당 금정구 지구당 부위원장
- 2002.07~2006.04 제4대 부산광역시의회 의원
- 2002.07~2004.07 제4대 부산광역시의회 전반기 건설교통위원회 위원
- 2003.03~2003.04 제4대 부산광역시의회 재난시설조사특별위원회 위원
- 2004.07~2006.04 제4대 부산광역시의회 후반기 행정문화교육위원회 위원
- 부산광역시의회 한나라당 대표의원
- 2006.07~2010.06 제9대 부산광역시 금정구청장
- 한나라당 전임고문

## 역대 선거 결과
|  | 49.12% |

|  | 61.93% |

|  | 62.92% |

|  | 51.10% |

|  | 47.48% |